# Francesco De Maestri

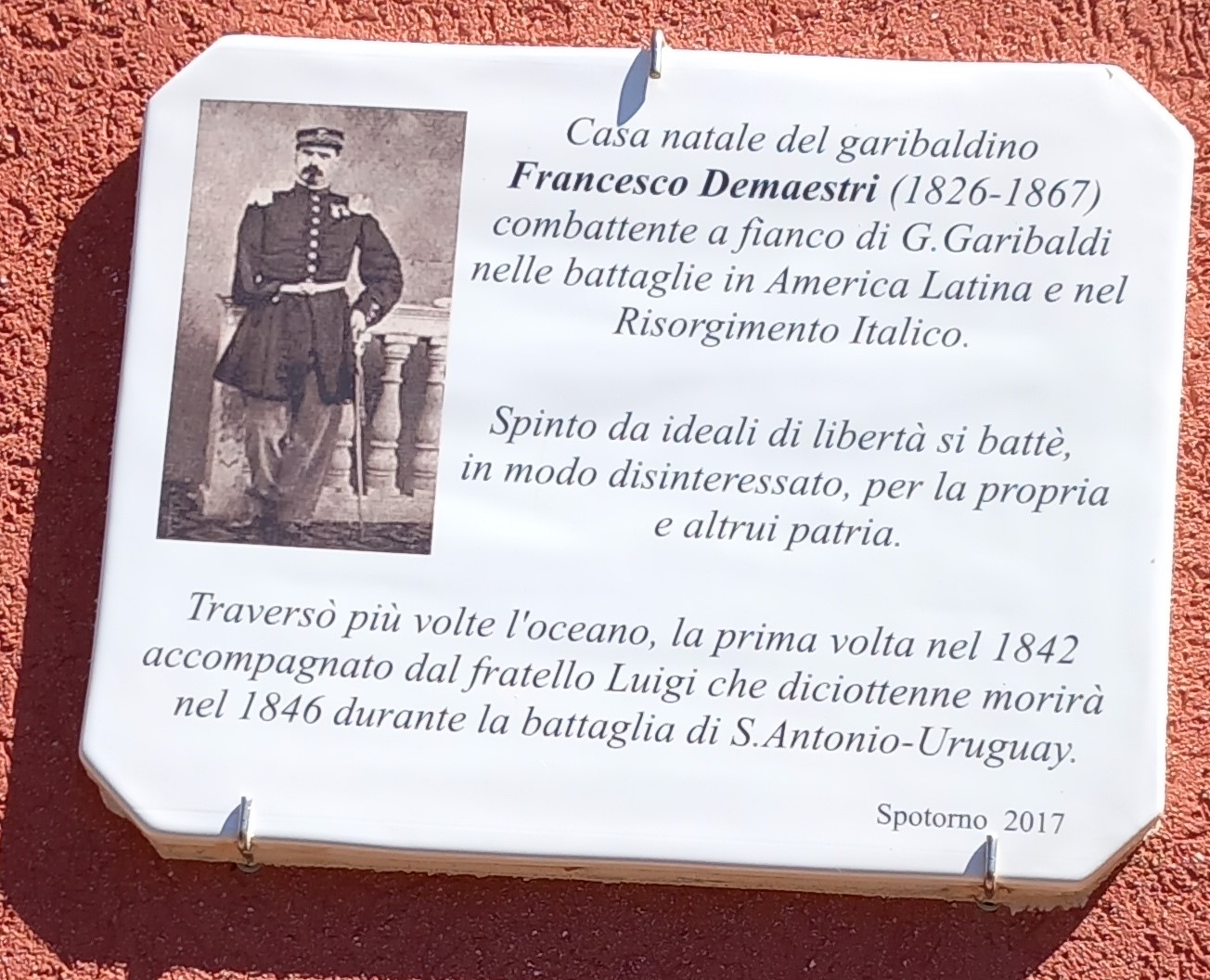
Lapide commemorativa posta sulla casa natale di Francesco De Maestri

Francesco De Maestri (Spotorno, 18 ottobre 1826 – Savona, 1867) è stato un militare italiano.

## Biografia
Imbarcatosi giovanissimo per il Sud America al seguito di Giuseppe Garibaldi, combatté in prima fila e fu ferito nel 1848. In seguito fu promosso tenente e fece ritorno in Italia, dove proseguì la carriera militare fra i Mille, combattendo a Morazzone e a Roma. Per le proprie azioni eroiche in battaglia fu premiato con tre medaglie al valor militare. Si ritirò infine a Savona, dove morì nel 1867.